# Крижанівський Євстахій Іванович
Євста́хій Іва́нович Крижані́вський (нар. 15 серпня 1948, Побережжя) — академік НАН України, доктор технічних наук, професор, завідувач кафедри механіки машин, заступник голови експертної ради ВАК України, голова Івано-Франківського обласного відділення АНВШУ, академік АН ВШ України з 1996 р., академік Національної академії наук України, ректор Івано-Франківського національного технічного університету нафти і газу (1993—2023), віцепрезидент ГО «Українська нафтогазова академія», Заслужений діяч науки і техніки України.

## Життєпис
Народився 15 серпня 1948 року у с. Побережжя Тисменицького району Івано-Франківської області.
У 1972 році закінчив механічний факультет Івано-Франківського інституту нафти і газу. Кандидатська дисертація «Підвищення опору утомі замкових різьбових з'єднань елементів бурової колони» (1980 р.), докторська дисертація «Дослідження і підвищення опору утомі бурових колон при обертовому бурінні свердловин».
У 1972—1975 роках — інженер, старший інженер, молодший науковий працівник науково-дослідного сектора Івано-Франківського інституту нафти і газу.
У 1975—1978 роках — аспірант Фізико-механічного інституту імені Г. В. Карпенка АН УРСР.
У 1978— 1989 роках — асистент, старший викладач, доцент кафедри деталей машин і теорії механізмів та машин, з 1989 року — завідувач кафедри механіки машин, з 1993 року — ректор Івано-Франківського інституту нафти і газу (з 1994 року — Івано-Франківський державний технічний університет нафти і газу, з 2001 року — Івано-Франківський національний технічний університет нафти і газу).
У 1999 році — довірена особа кандидата в Президенти України Л. Кучми у територіальному виборчому окрузі.
Автор, співавтор понад 100 наукових і методичних праць, зокрема співавтор книг: «Курсове проектування з теорії механізмів і машин» (1996), «Морські стаціонарні платформи» (1996). Володіє польською, російською та англійською мовами.

## Відзнаки та нагороди
- Орден князя Ярослава Мудрого V ступеня (27 червня 2018) — за значний особистий внесок у державне будівництво, соціально-економічний, науково-технічний, культурно-освітній розвиток України, вагомі трудові здобутки та високий професіоналізм[1].
- Орден «За заслуги» I ступеня (16 травня 2007) — за вагомий особистий внесок у розвиток вітчизняної науки, зміцнення науково-технічного потенціалу України, підготовку наукових кадрів, багаторічну плідну наукову діяльність[2].
- Орден «За заслуги» (Україна) II ступеня (10 вересня 1999) — за вагомий особистий внесок у розвиток нафтогазової промисловості Прикарпаття, високий професіоналізм[3].
- Орден «За заслуги» (Україна) III ступеня (19 серпня 1997) — за визначні досягнення у праці, що сприяють економічному, науково-технічному і соціально-культурному розвиткові України, та з нагоди шостої річниці незалежності України[4].
- Заслужений діяч науки і техніки України (2002)[5].
- Державна премія України в галузі науки і техніки 2006 року — за розробку і впровадження високоефективних технологій видобування та постачання газу для підвищення енергетичної безпеки держави (у складі колективу)[6].
- Відзнака Президента України — ювілейна медаль «25 років незалежності України» (19 серпня 2016) — за значні особисті заслуги у становленні незалежної України, утвердженні її суверенітету та зміцненні міжнародного авторитету, вагомий внесок у державне будівництво, соціально-економічний, культурно-освітній розвиток, активну громадсько-політичну діяльність, сумлінне та бездоганне служіння Українському народу[7]
- Академік Української нафтогазової академії (та віцепрезидент), АГНУ, АНВШУ.
- Заслужений працівник «Укргазпрому».
- Відмінник освіти України.